# American Sevens 2016
El Seven de Mar del Plata del 2016 se dio a conocer como American Sevens, y consiste en un solo torneo de 8 selecciones nacionales masculinas. Los partidos se disputan en el Parque Camet de la localidad homónima, próxima a Mar del Plata.
El torneo fue presentado a la prensa el 7 de enero con autoridades de organizaciones locales (EMDER, EMTUR y URMDP) y capitanes de selecciones.
El campeón resultó Argentina, que al ganarle la final a Sudáfrica consiguió el tercer título consecutivo.

## Equipos participantes[6]
| Grupo A - Canadá - Paraguay - Sudáfrica - Uruguay | Grupo B - Chile - Brasil - Estados Unidos - Argentina |

## Partidos[7][8][9]
Fase de grupos
| 9 de enero 14:00 | Canadá | 14 - 17 | Uruguay |  |  |
|                  |        | Reporte |         |  |  |

| 9 de enero 14:25 | Sudáfrica | 50 - 0 | Paraguay |  |  |

| 9 de enero 14:50 | Estados Unidos | 15 - 19 | Chile |  |  |

| 9 de enero 15:15 | Argentina | 26 - 0 | Brasil |  |  |

| 9 de enero 15:40 | Canadá | 21 - 15 | Paraguay |  |  |

| 9 de enero 16:05 | Sudáfrica | 45 - 5 | Uruguay |  |  |

| 9 de enero 16:30 | Estados Unidos | 19 - 7 | Brasil |  |  |

| 9 de enero 16:55 | Argentina | 31 - 14 | Chile |  |  |

| 9 de enero 17:20 | Uruguay | 52 - 0 | Paraguay |  |  |

| 9 de enero 17:45 | Sudáfrica | 31 - 5 | Canadá |  |  |

| 9 de enero 18:10 | Chile | 33 - 7 | Brasil |  |  |

| 9 de enero 18:35 | Argentina | 20 - 5 | Estados Unidos |  |  |

Cuartos de final
| 10 de enero 14:00 | Uruguay | 12 - 19 | Estados Unidos |  |  |

| 10 de enero 14:25 | Canadá | 5 - 10 | Chile |  |  |

| 10 de enero 14:50 | Sudáfrica | 33 - 7 | Brasil |  |  |

| 10 de enero 15:10 | Paraguay | 0 - 48 | Argentina |  |  |

Semifinales de bronce
| 10 de enero 16:00 | Canadá | 5 - 22 | Brasil |  |  |

| 10 de enero 16:25 | Uruguay | 21 - 0 | Paraguay |  |  |

Semifinales de oro
| 10 de enero 16:50 | Estados Unidos | 14 - 20 | Argentina |  |  |

| 10 de enero 17:15 | Chile | 5 - 31 | Sudáfrica |  |  |

Partido por el séptimo puesto
| 10 de enero 17:40 | Canadá | 26 - 0 | Paraguay |  |  |

Final de bronce
| 10 de enero 18:05 | Brasil | 28 - 5 | Uruguay |  |  |

Final de plata
| 10 de enero 18:35 | Estados Unidos | 7 - 17 | Chile |  |  |

Final de oro
| 10 de enero 19:10 | Argentina | 17 - 14 | Sudáfrica |  |  |

| Bandera de Argentina |
| Campeón Argentina    |
|                      |